# Bernafon
Bernafon ist ein Dänisches Unternehmen spezialisiert auf Hörgeräte und Hörsysteme, mit Hauptsitz in Kopenhagen, und gehört zu der dänischen William Demant Holding.

## Geschichte
Die Grundlage des Unternehmens wurde Mitte der 1940er Jahre bei der Gfeller AG in Flamatt in der Schweiz geschaffen. Da sein Vater Hans Gfeller selber stark hörgeschädigt war, startete sein Sohn mit einem Studienkollegen die Entwicklung eines eigenen Hörapparates.
Das erste Modell aus dem Jahr 1946 bestand aus dem eigentlichen Hörgerät und der Batterie, die in zwei Lederetuis untergebracht waren, weshalb es den Namen A1 2-Pack trug. Bald darauf wurden die Hörgeräte zu einem integralen Bestandteil der Gfeller-Produktpalette und wurden auch exportiert. 1949 wurden Verkaufsverträge mit Vertretern in Italien, Nordafrika und im Nahen Osten geschlossen. 1975 machten die Hörgeräte 20 % vom Umsatz der Firma aus, was vor allem auf den Erfolg im Auslandsgeschäft zurückzuführen war.
1986 wurde die amerikanische Firma Maico Inc. mit Sitz in Minneapolis übernommen. Maico Inc. war zu diesem Zeitpunkt ein etablierter Hersteller von Hörgeräten und audiologischer Messtechnik (Audiometer) in den USA. Diese Übernahme sollte der Gfeller AG den Einstieg in den wichtigen Amerikanischen Hörgerätemarkt ermöglichen. 1987 schlossen sich die Firmen Autophon, Gfeller, Hasler Bern und Zellweger Telecommunications zum Ascom-Konzern zusammen. Die neu geschaffene Firmengruppe beschäftigte insgesamt rund 14 000 Mitarbeitende und war seinerzeit das weltweit elftgrößte Fernmeldeunternehmen.
Der neue Firmenname für den Bereich Hörgeräte lautete Ascom Audiosys. 1991 gewann die Ascom Audiosys AG den Vertrag zur Belieferung der staatlichen Organisation Australian Hearing Services und 1992 wurden die Hörgeräteaktivitäten der deutschen Robert Bosch GmbH übernommen. Die Integration der Bosch-Hörgeräteaktivitäten und der gleichzeitige Aufbau einer australischen Hörgeräteproduktion brachte das Unternehmen jedoch in Schwierigkeiten. Im Rahmen einer neuen Strategie für den Ascom-Konzern wurde 1993 entschieden, verschiedene Geschäftsbereiche abzustossen, darunter auch die Hörgeräte, die 1994 an den dänischen William Demant-Konzern veräussert wurden.
Der Hauptsitz wurde 1995 von Flamatt (FR) nach Bern verlegt und in Bernafon umbenannt. Im Jahr 2001 betrug der Umsatz von Bernafon 100 Mio. sfr. 2016 wurden die Entwicklungsabteilung und die interne Qualitätssicherung nach Dänemark und Polen verlegt. 2023 soll der Markensitz ebenso nach Dänemark verlegt werden.

## Unternehmen
Die Gruppe verfügt heute über 16 Verkaufsgesellschaften und 450 Mitarbeitern sowie Vertriebspartnern in über 50 Ländern und ist weltweit tätig. Seit 1995 werden die Hörgeräte in Thisted in Dänemark, und seit neuestem auch in Mierzyn in Polen, hergestellt. Im Demant-Konzern gehört Bernafon zum grössten Forschungs- und Entwicklungs-Cluster in der Hörgeräteindustrie.

## Produktlinien
- Alpha XT
- Alpha
- Leox
- Viron

Frühere Produktlinien
- Zerena
- Saphira
- Juna
- Supremia
- Nevara
- Carista
- Acriva
- Chronos
- Inizia
- Veras
- Brite
- Xtreme
- Vérité
- Prio
- Neo
- Win

## Auszeichnungen
- 2007 red dot design award für brite (Bernafon Receiver-In-The Ear)[5][6]